# André Barrais
André Barrais, né le 22 février 1920 à Levallois-Perret (Seine) et mort le 15 janvier 2004 à Plougastel-Daoulas (Finistère) est un joueur de basket-ball français.

## Biographie
André René Félix Barrais, né à Levallois-Perret évolue sous les couleurs de Championnet-Sports, un patronage catholique affilié à la Fédération sportive de France, puis du Stade brestois et de l'Étoile dinardaise.
Après avoir fait ses débuts internationaux au sein de la Fédération gymnastique et sportive des patronages de France, André Barrais intègre l'équipe de France avec Maurice Girardot le 14 octobre 1945 à Bruxelles (Belgique) contre la Belgique. Il remporte la médaille d'argent aux Jeux olympiques d'été à Londres et termine sa carrière internationale contre la Belgique à Bruxelles le 3 décembre 1949. L'année suivante, il devient entraîneur de l'Alsace de Bagnolet.
André Barrais dirige ensuite le centre régional d'éducation physique et sportive (CREPS) de Dinard.
Il meurt à Plougastel-Daoulas le 15 janvier 2004.

## Palmarès
- 6 sélections en équipe de France, entre 1945 et 1949 ;
- médaille d'argent aux Jeux olympiques de 1948 à Londres.

## Notoriété
Créateur du mini-basket dans les années 1950, il a laissé son nom à un challenge de basket tous âges, des babies aux seniors, organisé et patronné par la ville de Dinard.
En 1955, il est l'auteur d'un ouvrage de référence : Basket-ball, techniques simplifiées et progressions d'apprentissage.